# Banumbirr Vallis
La Banumbirr Vallis è una struttura geologica della superficie di Venere.